# 안랩 스마트 디펜스
안랩 스마트 디펜스(Ahnlab Smart Defense)는 안랩이 개발한 클라우드 컴퓨팅 기반 악성코드 대응 기술이다.